# Nu (narodowość)
Nu (chiń. 怒族; pinyin Nù Zú) – oficjalnie uznana mniejszość narodowa w Chińskiej Republice Ludowej, z grupy ludów tybetańskich. Zamieszkuje północny Yunnan, głównie dolinę Saluinu (chiń. Nu Jiang). Dość zróżnicowana, podgrupy pokrewne językowo Yi i Dulong. Według spisu z 1990 r. ok. 27 tys. członków. Inne nazwy: A Long, A Nu, A Yia, Anu, Lutzu, Noutzu, Nutsu, Nutzu, Nusus, Rourou.
W VIII–IX w. podporządkowani byli Królestwu Nanzhao, w XI–XIII w. – Dali, następnie polityczną kontrolę nad ich terenami przejęli Naxi. Ostatecznie zostali wcieleni do Cesarstwa Chińskiego, co wiązało się z napływem chińskich osadników; wywoływało to napięcia, będące powodem częstych (zawsze tłumionych) rebelii (ostatnia miała miejsce w 1935 r.). W latach 1950. utworzoną Autonomiczną Prefekturę Lisu Nujiang, a następnie Autonomiczne Powiaty Gongshan, Bijiang i Fugong, w których mieszka większość Nu.
Nu są głównie rolnikami, częściowo wciąż posługującymi się prymitywnymi technikami żarowymi; uprawiają tatarkę, żyto, owies, jęczmień, kukurydzę oraz konopie na włókno; hodują krowy, owce, świnie i konie. Ziemia orna była prywatną własnością gospodarstwa domowego, podczas gdy pastwiska, lasy i nieużytki były wspólnotowe (wioski lub lineażu). Znaczną część prac wykonywano wspólnie, pod kierownictwem głowy klanu. Po ustanowieniu ChRL tereny nieuprawne zostały upaństwowione, a ziemia przeszła przez proces redystrybucji, komunalizacji i ponownej redystrybucji.
Wioski Nu, składające się z drewnianych, parterowych domów, były na ogół tworzone przez patrylinearne klany. Małżeństwa dawniej często zawierano między lineażami, np. w postaci związków kuzynów (co jest obecnie zakazane); miało to wzmacniać więzy między rodami. Pary nierzadko aranżowano w dzieciństwie – jednak młoda para musiała wyrazić ostateczną zgodę; młodzi ludzie mieli też możliwość samodzielnego doboru partnera (znane były też formy „małżeństwa przez porwanie”). Lewirat był pochwalany, choć nie przymusowy.
Tradycyjnie Nu byli animistami, wśród których dużą rolę religijną i w łagodzeniu problemów społecznych, pełnili szamani, często wielojęzyczni, by móc komunikować się i kontrolować duchy nasyłane przez sąsiednie grupy: Yi, Bai lub Lisu. Ceremonie bywały bardzo rozbudowane, co wymagało współpracy między klanami. Ze względu na bliskie sąsiedztwo, geograficzne i kulturowe, znaczne wpływy miał buddyzm tybetański. Misjonarze w latach 30. XX w. nawrócili część Nu na chrześcijaństwo.
Mówią językami tybeto-birmańskimi, ale bardzo zróżnicowanymi: ok. 2500 posługuje się językiem zauzou (raorou) z podgrupy yi (lolo); ok. 8000 – dzielącym się na trzy wyraźne dialekty językiem nu (z podgrupy yi lub jingpo); około 1000 – językiem anong (podgrupa jinuo). Dla wielu nu językiem ojczystym jest lisu lub dialekt języka dulong – nujiang dulong. Większość mówi też po chińsku.